# Piotr Kitliński
Piotr Kitliński (ur. 7 maja 1972) – polski lekkoatleta, specjalizujący się w biegach średniodystansowych.

## Osiągnięcia
- Mistrzostwa Polski seniorów w lekkoatletyce
  - Piła 1994 – złoty medal w biegu na 1500 m

## Rekordy życiowe
- bieg na 800 metrów
  - stadion – 1:48,49 (Warszawa 1995)
- bieg na 1000 metrów
  - stadion – 2:22,89 (Lublin 1994)
- bieg na 1500 metrów
  - stadion – 3:42,40 (Białogard 1995)